# Mobara
Mobara (Japans: Mobara-shi 茂原市) is een Japanse stad in het centrum van de prefectuur Chiba op 73,5 km van Tokio. Mobara fungeerde lange tijd als een distributiecentrum van landbouw- en visserijproducten. Sedert de ontdekking van aardgas in 1931 ontwikkelde Mobara zich tot een industriekern met chemieondernemingen en producenten van elektrische apparaten. De gemeente werd op 1 april 1952 formeel stad en is thans ook als handelscentrum van belang. Mobara heeft een oppervlakte van 100,01 km² en telt ong. 95.338 inwoners.